# نعمت، آرامش و خوشی
نعمت، آرامش و خوشی (انگلیسی: Luxe, Calme et Volupté) تابلویی از آنری ماتیس است.